# 機場旅館站
25°4′09.6″N 121°13′15.3″E / 25.069333°N 121.220917°E
機場旅館站是桃園捷運機場線的一座車站，位於桃園市大園區，與華航園區桃園國際機場凱悅酒店互相聯絡。機場旅館站目前設有一座島式月台及兩股軌道。

## 歷史
原先，機場旅館站的設站並不在桃園機場捷運的計畫中。為配合「臺灣桃園國際機場航空事業營運中心（含機場旅館）計畫」，交通部高速鐵路工程局與交通部民用航空局協調，於間距機場第三航廈站0.7公里、大園站2公里的路段，增設當時被稱為過境旅館站的A14a車站。:1-1:1-4:附件2-1
而在最初的規畫過程中，交通部高速鐵路工程局提出了間距機場第三航廈站月台中心707公尺及783公尺的方案一、方案二，方案二雖具有距離前站較遠，且出入口位置設於機場旅館的中心區域，然而也因此衍生了佔用機場旅館用地較大、需以潛盾工法穿越桃園國際機場航空科學館的困擾，因此交通部高速鐵路工程局最後決定以距離前站較近、且位於機場旅館邊緣，但佔用用地較小、繞過而不穿越桃園國際機場航空科學館、可採用明挖覆蓋工法興建的方案一建設過境旅館站，並於2006年提送增設A4及A14a兩站的環境影響差異分析報告予行政院環境保護署審查，於同年6月15日經第151次環評審查委員會通過、7月27日備查，確認了過境旅館站的新增。:附件2-3~2-5
原先被稱為過境旅館站的A14a站，則於2007年12月12日動工，2008年9月22日定名為機場旅館站:3-26:2-1，並於2017年3月2日隨桃園機場捷運的通車完工啟用。完工前曾為《麻醉風暴2》捷運爆炸拍攝場景。

## 車站概要
機場旅館站坐落於桃園市大園區航站南路1之2號，車站編號為A14a。

## 車站構造
本站為一座地下三層的車站，站體長約180.4公尺、寬達16.3公尺，設有一座島式月台，並設有全罩式月台門。 月台層與穿堂層間設有兩座樓梯、兩座電扶梯、一座電梯，穿堂層與連通層間設有一座樓梯、兩座電扶梯、一座電梯，連通層則設有一座樓梯、兩座手扶梯、與穿堂層電梯連通的一座電梯與地面的1號出口聯絡。。

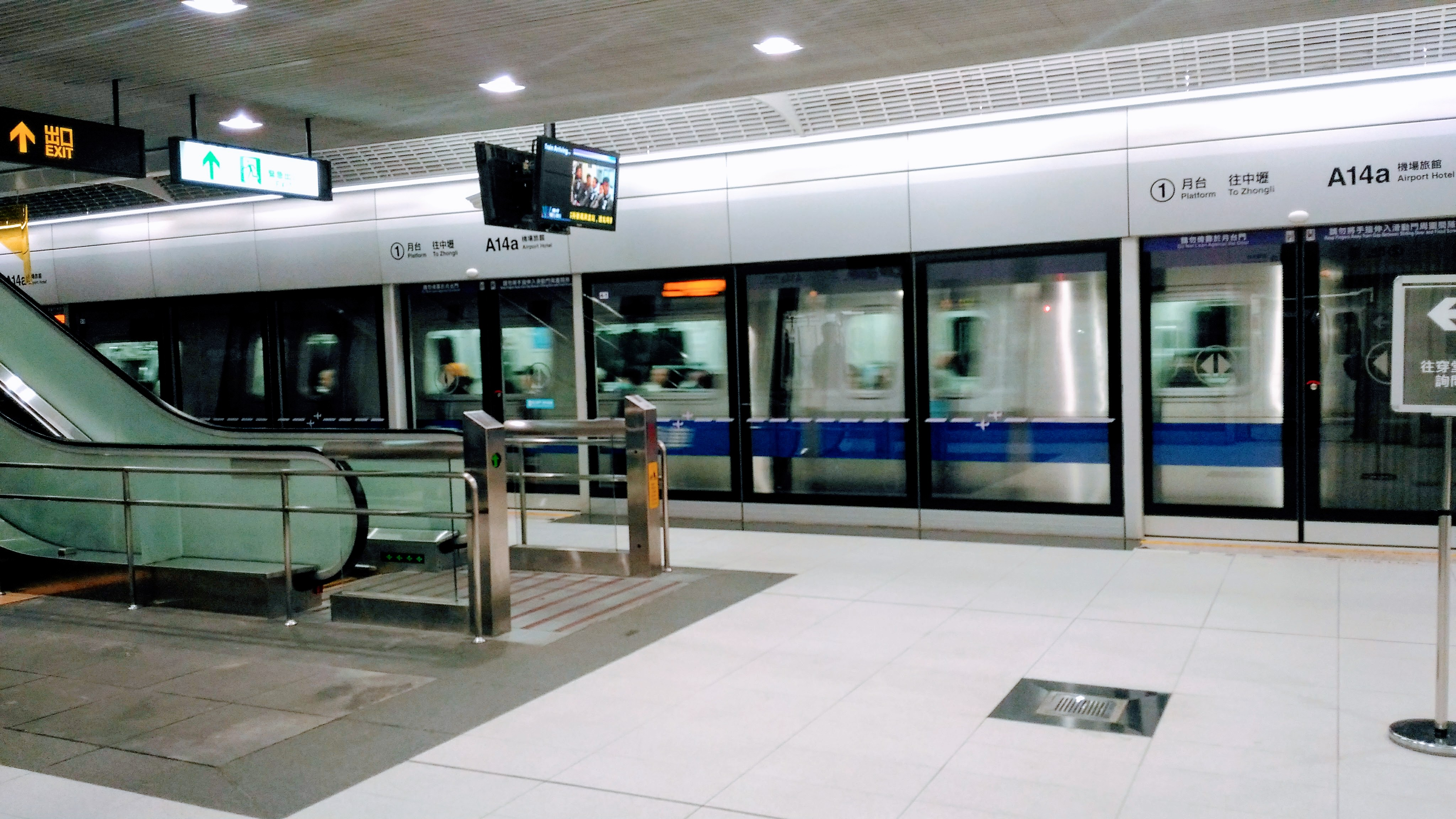
月台

### 車站樓層
| G                      | 地面   | 1號出口（位於桃園國際機場凱悅酒店西側） |   |  |
| B1                     | 連通層 | 電扶梯、電梯及樓梯往出入口 |   |  |
| B2                     | 穿堂層 | 電扶梯、電梯及樓梯往連通層驗票閘門、車站詢問處、自動售票機、公共電話廁所電扶梯、電梯及樓梯往月台層                                                   |   |  |
| B3                     | 月台層 | 公共電話\| \| 1 \| 機場線往老街溪（大園） \| \| \| \| 島式 · 開左邊车门 · [12]:4 \| \| \| \| \| \| \| \| 機場線往台北車站（機場第二航廈） \| 2 \| \| |   |  |
|                        | 1      | 機場線往老街溪（大園） |   |  |
| 島式 · 開左邊车门 · :4 |        | |   |  |
|                        |        | 機場線往台北車站（機場第二航廈） | 2 |  |

### 車站出口
| 出入口                             | 圖片                 | 位置         |
| ---------------------------------- | -------------------- | ------------ |
| 單一出入口 · 設有電梯 · 設有手扶梯 | 本站僅此單一車站出口 | 凱悅飯店西面 |
| 註： 設有電梯 \| 設有手扶梯        |                      |              |

## 利用狀況
| 年   | 1日平均 | 1日平均 | 1日平均 |
| 年   | 上車    | 來源    |         |
| ---- | ------- | ------- | ------- |
| 2017 | 611     | [ 13 ]  |         |
| 2018 | 772     | [ 13 ]  |         |

## 車站周邊
機場旅館站附近有許多景點、飯店、企業總部，包括桃園國際機場凱悅酒店、桃園國際機場公司總部、中華航空總部等。

### 公車資訊
機場旅館站有10條公車客運路線與其連接，全數往國道2號南下方向。
| 編號 | 經營業者 | 區間                         | 備註                   |
| ---- | -------- | ---------------------------- | ---------------------- |
| 706B | 統聯客運 | 桃園國際機場－桃園火車站     | 單向，僅往桃園市區方向 |
| 1623 | 統聯客運 | 台中－桃園國際機場           | 屬於國道客運。         |
| 1627 | 統聯客運 | 中壢服務區－桃園國際機場     | 屬於國道客運。         |
| 1819 | 國光客運 | 台北－桃園國際機場           | 屬於國道客運。         |
| 1840 | 國光客運 | 松山機場－桃園國際機場       | 屬於國道客運。         |
| 1860 | 國光客運 | 桃園國際機場－台中           | 屬於國道客運。         |
| 1960 | 大有巴士 | 台北市府轉運站－桃園國際機場 | 屬於國道客運。         |
| 1962 | 大有巴士 | 板橋－桃園國際機場           | 屬於國道客運。         |

## 腳註

### 來源資料
1. 1 2  YouTube上的機場捷運核准營運既試營運計畫記者會
2. 1 2 3 4  中興工程顧問股份有限公司. . 2007年6月.
3. ↑  交通部高速鐵路工程局. .   [2017-03-10]. （原始内容存档于2017-03-12）.
4. ↑  . 交通部高鐵局捷運工程處.   [2008-09-14]. （原始内容存档于2015-07-25）.
5. ↑  中華民國內政部.  (PDF).   [2017-03-05]. （原始内容存档 (PDF)于2017-03-05）.
6. ↑  交通部高速鐵路工程局. . 2012年4月.
7. ↑  . segoideas.com.   [2017-10-02]. （原始内容存档于2020-06-07） （中文（臺灣））.
8. ↑  交通部高速鐵路工程局. . 交通部高速鐵路工程局.   [2015-03-31]. （原始内容存档于2016-03-04）.
9. ↑  高速鐵路工程局. . 高速鐵路工程局. （原始内容存档于2015-07-25）.
10. ↑  桃園大眾捷運股份有限公司. .   [2017-03-10]. （原始内容存档于2017-03-08）.
11. ↑  交通部高速鐵路工程局捷運工程處. . 交通部高速鐵路工程局捷運工程處.   [2015-03-31]. （原始内容存档于2016-01-18）.
12. ↑  交通部高速鐵路工程局.  (PDF). 台灣: 交通部高速鐵路工程局. 2013年7月  [2016-12-17]. （原始内容存档 (PDF)于2016-12-20）.
13. ↑  桃園市政府新聞處.  (PDF). 財團法人公共關係基金會: 9、11. 2019-03-20  [2019-09-15]. （原始内容存档 (PDF)于2019-07-28）.
14. ↑  桃園捷運公司. .   [2017-03-10]. （原始内容存档于2017-03-12）.

## 外部連結
- 桃園捷運 機場旅館站 （页面存档备份，存于）（繁體中文）
- 桃園大眾捷運股份有限公司->乘車指南->路網圖（繁體中文）